# Kim Ngưu, Thành Đô
Kim Ngưu (chữ Hán giản thể: 金牛区, Hán Việt: Kim Ngưu khu) là một quận thuộc thành phố Thành Đô, Cộng hoà Nhân dân Trung Hoa. Quận này có diện tích 108 km2, dân số 600.000 người. Kim Ngưu là một trong năm khu vực thành thị (Ngũ Thành Khu) của Thành Đô. Theo truyền thuyết thì Ngưu Lang Chức Nữ đã để đây một con trâu vàng nên quận này có tên là Kim Ngưu. Về mặt hành chính, quận này có 1 khu phát triển, 3 hương, 16 nhai đạo, quận lỵ đóng tại nhai đạo Phủ Cầm.